# M. S. Subbulakshmi
Madurai Shanmukhavadivu Subbulakshmi (1916 – 2004), también conocida como M.S., fue una renombrada cantante de música carnática. 
Comenzó su enseñanza de música a temprana edad. Fue entrenada en música carnática bajo el tutelaje de Semmangudi Srinivasa Iyer y subsecuentemente en música clásica indostaní con Narayanrao Vyas. También aprendió sánscrito y telugu con Dr. Nedunuri Krishnamurthy.
Fue la primera música en ser premiada con Bharat Ratna, el honor civil más alto de la India. También es la primera música de India en recibir el premio en 1974, reconociéndola como la exponente líder en música india clásica y semiclásica en la tradición del sur de India.

## Distinciones
M.S. Subbulakshmi ha sido muy famosa y premiada. Algunas de sus distinciones están numeradas a continuación
- 1954, Padma Bhushan
- 1956, Premio Académico Sangeet Natak
- 1968, Sangeetha Kalanidhi  (era la primera mujer en recibir este galardón)
- 1974, Premio Ramón Magsaysay
- 1975, Padma Vibhushan
- 1975, Sangeetha Kalasikhamani
- 1988, Kalidas Samman
- 1990, Indira Gandhi Award for National Integration
- 1998, Bharat Ratna